# لوسیانو والنته
لوسیانو والنته (انگلیسی: Luciano Valente؛ زادهٔ ۴ اکتبر ۲۰۰۳) بازیکن فوتبال اهل ایتالیا است که در حال حاضر برای فاینورد در پست هافبک بازی می‌کند.
وی همچنین در تیم‌های ملی فوتبال زیر ۱۹ سال ایتالیا، زیر ۲۰ سال ایتالیا و زیر ۲۱ سال هلند بازی کرده است.

## دوران باشگاهی

### خرونینگن
لوسیانو والنته در خرونینگن به دنیا آمد و فوتبال را در باشگاه محلی GVAV-Rapiditas آغاز کرد، سپس در سال ۲۰۱۴ به آکادمی جوانان خرونینگن پیوست. او در رده‌های پایهٔ این باشگاه رشد کرد و در سال ۲۰۱۹ به همراه تیم زیر ۱۷ سال خرونینگن قهرمان کشور شد. در ژوئیه ۲۰۲۱، والنته نخستین قرارداد حرفه‌ای خود را با خرونینگن امضا کرد و تمرین با تیم اصلی را آغاز نمود.
در ۱۴ اوت ۲۰۲۲، والنته نخستین بازی حرفه‌ای خود را برای خرونینگن در رقابت‌های اردیویسه مقابل آژاکس انجام داد. او در دقیقه ۷۹ به‌جای لاروس دوارته وارد زمین شد؛ این مسابقه با شکست ۶–۱ خرونینگن پایان یافت. در ۸ سپتامبر ۲۰۲۳، این هافبک قرارداد خود را تا سال ۲۰۲۶ تمدید کرد و بندی برای تمدید یک‌سالهٔ دیگر نیز در قرارداد گنجانده شد. در پایان همان فصل، خرونینگن در قعر جدول اردیویسه قرار گرفت و پس از ۲۳ سال حضور، به دسته پایین‌تر سقوط کرد.
در ۲۹ اکتبر ۲۰۲۳، والنته نخستین گل حرفه‌ای خود را در جریان شکست ۲–۱ برابر کامبور در ایراست دیویزی به ثمر رساند. در ۸ دسامبر همان سال، او نخستین دبل حرفه‌ای خود را در پیروزی ۲–۰ برابر تلستار ثبت کرد. خرونینگن در پایان فصل به عنوان نایب‌قهرمان ویلم دوم به اردیویسه بازگشت. والنته در ۲۲ سپتامبر ۲۰۲۴ نخستین گل خود در اردیویسه را در شکست ۲–۱ برابر هیرنفین در داربی شمال هلند به ثمر رساند. در ۱۴ مه ۲۰۲۵، که آخرین بازی او برای خرونینگن بود، برای نخستین بار با کارت قرمز از زمین اخراج شد؛ این دیدار برابر آژاکس با تساوی ۲–۲ به پایان رسید.

### فاینورد
در ۲ ژوئیه ۲۰۲۵، والنته با قراردادی چهار ساله به فاینورد پیوست. باشگاه فاینورد برای جذب او مبلغی حدود ۷ میلیون یورو به خرونینگن پرداخت. در فاینورد، والنته با شمارهٔ پیراهن ۴۰ بازی خواهد کرد.

## دوران ملی
والنته از پدری ایتالیایی و مادری هلندی زاده شده‌است و واجد شرایط بازی برای هر دو کشور بود. او در رده‌های پایه برای تیم ملی ایتالیا بازی کرد و در ترکیب تیم‌های زیر ۱۹ سال و زیر ۲۰ سال این کشور به میدان رفت. با این حال، او برای نخستین بار در ۱۷ مارس ۲۰۲۵ به تیم ملی زیر ۲۱ سال هلند دعوت شد. در ۲۱ مارس ۲۰۲۵، والنته در دیدار دوستانه مقابل ایتالیا نخستین بازی خود را برای هلند انجام داد. چهار روز بعد، نخستین گل ملی خود را در پیروزی ۲–۰ دوستانه برابر رومانی به ثمر رساند.
در ۳۰ مه ۲۰۲۵، والنته به‌عنوان جانشین درک پروپر مصدوم، به فهرست هلند برای قهرمانی زیر ۲۱ سال اروپا ۲۰۲۵ در اسلواکی فراخوانده شد. در این تورنمنت، او در تمام مسابقات به میدان رفت و در مرحله گروهی برابر فنلاند (۲–۲) و اوکراین (برد ۲–۰) گلزنی کرد، پیش از آنکه هلند در مرحله نیمه‌نهایی مقابل انگلستان حذف شود.

## زندگی شخصی
پدر او، روبرتو، اصالتی ایتالیایی دارد و در یک پیتزافروشی در هارن مشغول به کار است.